# Гордый (Брянская область)
Гордый — опустевший поселок в Суражском районе Брянской области в составе Нивнянского сельского поселения.

## География
Находится в северо-западной части Брянской области на расстоянии приблизительно 15 км на северо-восток по прямой от районного центра города Сураж.

## История
Известен с 1920-х годов. 
На карте 1941 года отмечен как безымянное поселение. 
До 2005 в Новодроковском сельском совете.
По состоянию на 2020 год опустел.

## Население
5 человек (2002), 2 человек (2010).
Будет упразднен как фактически не существующий в связи с переселением всех жителей на постоянное место жительства в другие населённые пункты.